# Placide (saint)
Pour les articles homonymes, voir Saint Placide (homonymie), Saint-Placide et Placide.
Placide du Mont-Cassin ou saint Placide (en latin : Placidus), saint de l'Église catholique, est un moine bénédictin, disciple de saint Benoît, qui a vécu au VIe siècle. 

## Vie
Placide est né vers 515 dans une ancienne famille de Rome. Il fut confié tout jeune à saint Benoît, pour être formé à Subiaco. Il va dès lors partager la vie rigoureuse des moines. Il accompagna ensuite saint Benoît au Mont-Cassin, où il mourut en 541.
On raconte qu'à son arrivée à Subiaco, le jeune Placide, envoyé par Benoît chercher de l'eau, alla au lac pour en puiser mais commença à s'y noyer. Averti à distance par une forte intuition, saint Benoît s'empressa de demander à son autre disciple saint Maur d'aller lui porter secours. Celui-ci s'élança alors au devant  de l'enfant, réussit à comme marcher sur les eaux, et le sauva de la noyade.

## Culte
Saint Placide est célébré le 5 octobre dans le calendrier de l'Église.

## Homonyme
Il a été confondu par des moines du Mont-Cassin au XIIe siècle avec un autre Placide, martyr en Sicile sous Dioclétien, et dont la mémoire est également le 5 octobre.

## Galerie

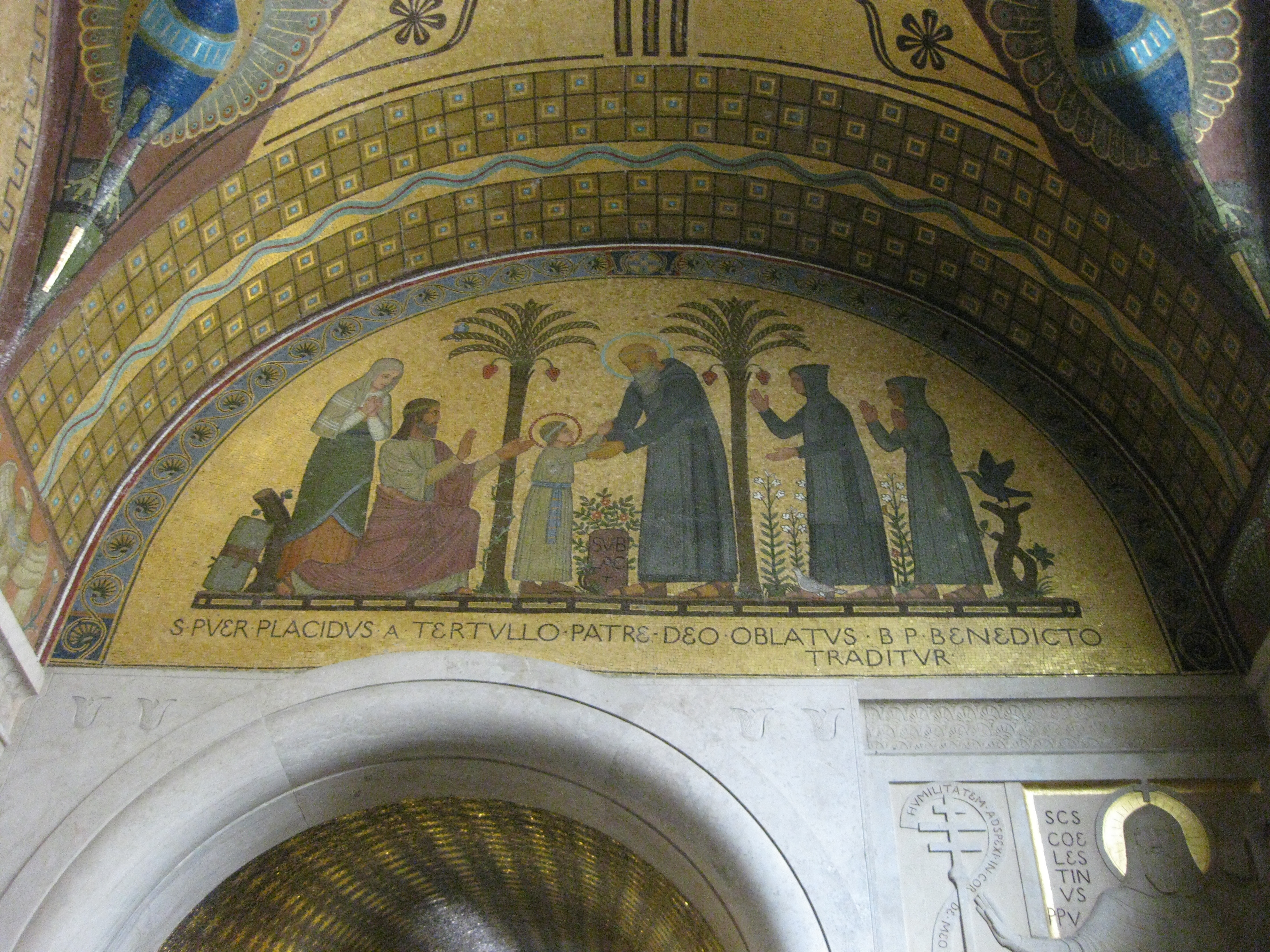
Saint Benoît accueille saint Placide, mosaïque de la crypte de l'abbaye du Mont-Cassin.
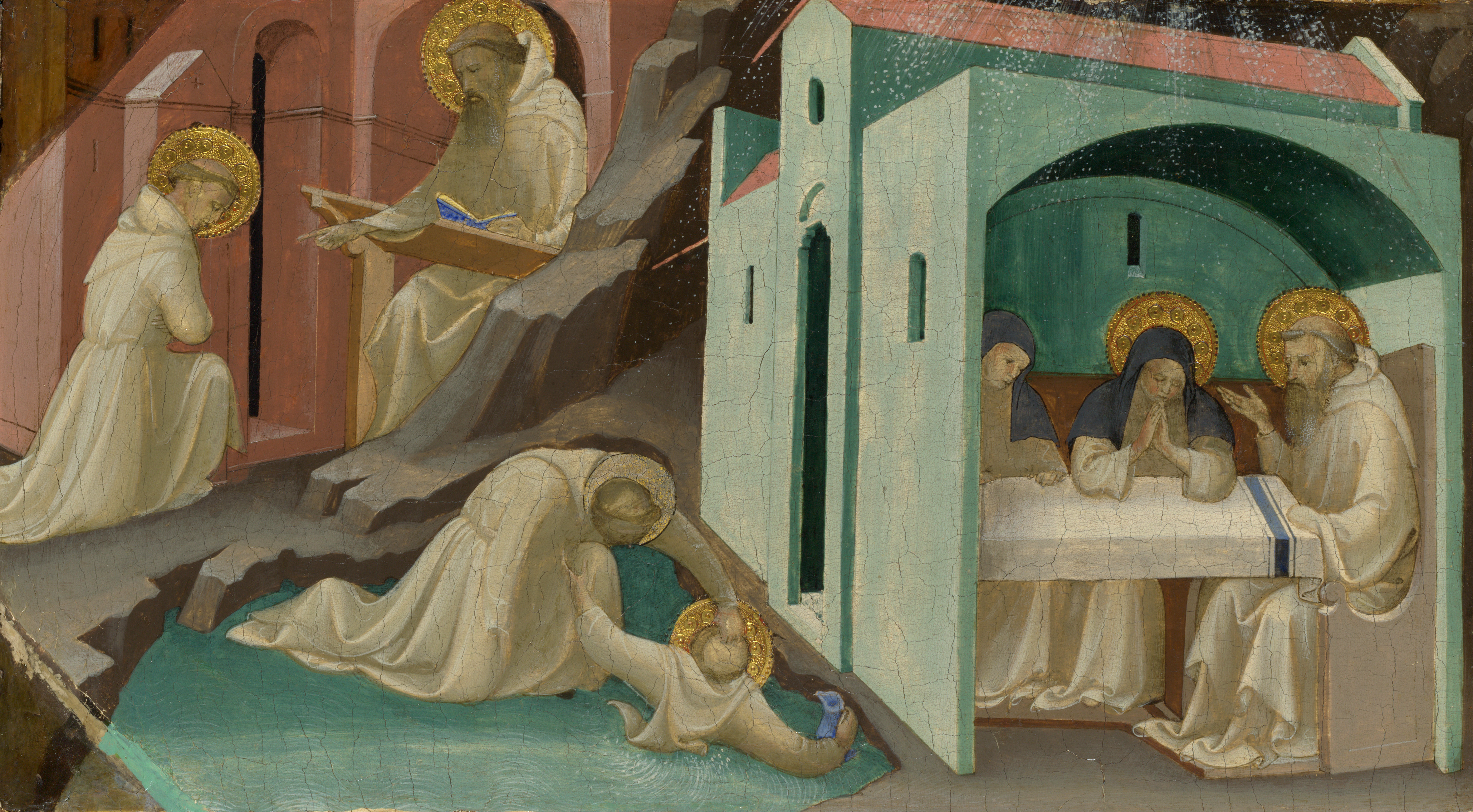
Incidents dans la vie de saint Benoît, Lorenzo Monaco (1409), National Gallery, Londres.

## Saint Placide dans l'art
Placide est représenté comme un homme jeune, vêtu de la coule bénédictine, avec parfois une palme à la main (en souvenir de son martyre « supposé »). Le thème de saint Maur le sauvant de la noyade est le plus communément représenté :
- Une fresque intitulée Saint Benoît bénissant saint Maur pour qu'il empêche Placide de se noyer de Spinello Aretino - 1390 - se trouve à Florence, à la sacristie de la basilique San Miniato al Monte.
- Une œuvre de Fra Filippo Lippi sur le même thème a été réalisée en 1445[2].
- Un panneau de prédelle, peint par Bartolomeo di Giovanni, Maur sauve Saint Placide|Placide de la noyade (32 × 30 cm, détrempe sur bois) est conservé à la galerie des Offices à Florence[3].
- Le Martyre de Saint Placide et de ses compagnons par Luca Giordano - 1676 -  basilique Sainte-Justine (Padoue)

Mère Geneviève Gallois (1888-1962), moniale de l'abbaye bénédictine Saint-Louis du Temple, a écrit et dessiné La Vie du petit saint Placide, petite  présentation humoristique des vertus monastiques.

## Patronage
- Il est le patron de Messine, Biancavilla, Castel di Lucio, Poggio Imperiale (Italie), Montecarotto, mais aussi des novices et des naufragés.
- Une station de métro à Paris, sur la ligne 4 porte le nom de Saint-Placide
- La municipalité de Saint-Placide au Québec porte son nom[4].

### Sources
- La Vie des Saints pour tous les jours de l'année - Abbé L. Jaud - Tours - Mame - 1950.
- Le Petit Livre des saints - Rosa Giorgi - Larousse - 2006 -  (ISBN 2-03-582665-9)